# Герасим (Фокас)
Митрополит Герасим (греч. Μητροπολίτης Γεράσιμος, в миру Евангел-Герасим Фокас, греч. Ευάγγελος-Γεράσιμος Φωκάς; 25 марта 1951, Аргостолион, Греция — 21 июня 2015) — епископ Элладской православной церкви, митрополит Кефаллинийский (2015).

## Биография
В 1998 году окончил богословский факультет Афинского университета. В 1988 г. принял монашеский постриг.
С 1998 года служил протосинкеллом Кефалонийской митрополии.
27 мая 2015 года решением Священного Синода Элладской православной церкви был избран митрополитом Кефаллинийским. На Кефалонийскую кафедру претендовали три кандидата: архимандрит Герасим (Фокас), архимандрит Каллиник (Георгатос) и архимандрит Николай (Хартулиарис). Путём голосования, которое прошло в два тура, митрополитом Кефалонии большинством голосов был избран архимандрит Герасим (Фокас).
31 мая был хиротонисан в сан епископа Кефаллинийского с возведением в сан митрополита. Хиротонию в соборе святого Дионисия Ареопагита в Афинах возглавил архиепископ Афинский и всей Греции Иероним II.
17 июня в присутствии президента Греческой Республики Прокопа Павлопулоса и Архиепископа Афинского и всей Греции Иеронима прошла церемония официального утверждения недавно рукоположенных новых митрополитов Элладской Православной Церкви — Герасима Кефаллинийского и Иустина Нео-Кринийского и Каламарийского. Интронизация митрополита Кефалонийского Герасима должна была состояться 2 июля 2015 г.
Скончался в ночь на 22 июня 2015 года от острого сердечного приступа.